# TRA2B
TRA2B (англ. Transformer 2 beta homolog) – білок, який кодується однойменним геном, розташованим у людей на короткому плечі 3-ї хромосоми.  Довжина поліпептидного ланцюга білка становить 288 амінокислот, а молекулярна маса — 33 666.
| 10         |  | 20         |  | 30         |  | 40         |  | 50         |
| ---------- |  | ---------- |  | ---------- |  | ---------- |  | ---------- |
| MSDSGEQNYG |  | ERESRSASRS |  | GSAHGSGKSA |  | RHTPARSRSK |  | EDSRRSRSKS |
| RSRSESRSRS |  | RRSSRRHYTR |  | SRSRSRSHRR |  | SRSRSYSRDY |  | RRRHSHSHSP |
| MSTRRRHVGN |  | RANPDPNCCL |  | GVFGLSLYTT |  | ERDLREVFSK |  | YGPIADVSIV |
| YDQQSRRSRG |  | FAFVYFENVD |  | DAKEAKERAN |  | GMELDGRRIR |  | VDFSITKRPH |
| TPTPGIYMGR |  | PTYGSSRRRD |  | YYDRGYDRGY |  | DDRDYYSRSY |  | RGGGGGGGGW |
| RAAQDRDQIY |  | RRRSPSPYYS |  | RGGYRSRSRS |  | RSYSPRRY   |  |            |

A: Аланін

C: Цистеїн

D: Аспарагінова кислота

E: Глутамінова кислота

F: Фенілаланін

G: Гліцин

H: Гістидин

I: Ізолейцин

K: Лізин

L: Лейцин

M: Метіонін

N: Аспарагін

P: Пролін

Q: Глутамін

R: Аргінін

S: Серин

T: Треонін

V: Валін

W: Триптофан

Кодований геном білок за функціями належить до репресорів, активаторів, фосфопротеїнів. 
Задіяний у таких біологічних процесах як процесінг мРНК, сплайсінг мРНК, ацетиляція, альтернативний сплайсинг. 
Білок має сайт для зв'язування з РНК. 
Локалізований у ядрі.